# Gustaf Hugo Sandberg

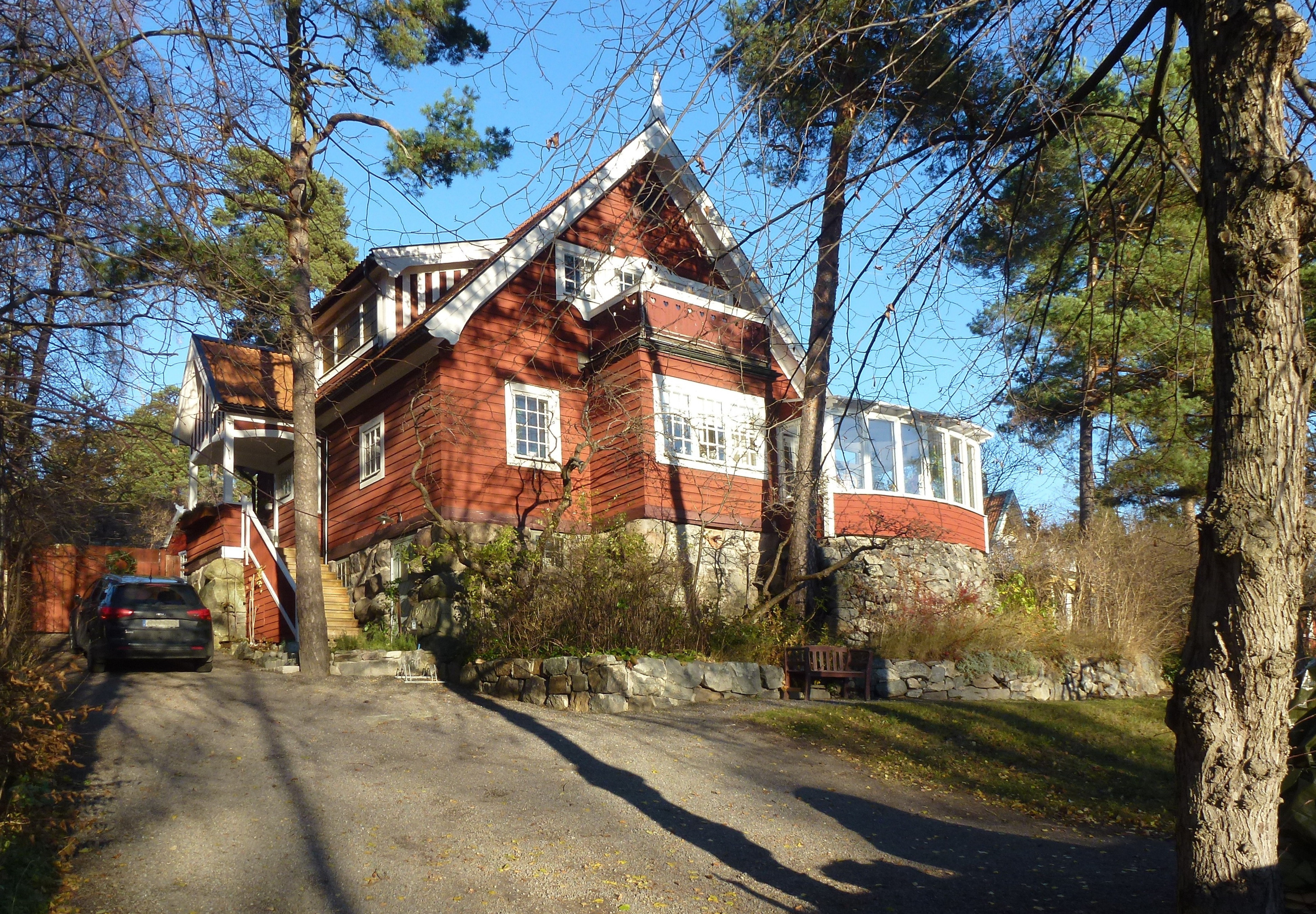
Villa Sandberg, det egna hemmet.

Gustaf Hugo Sandberg, född 2 augusti 1874, död 8 april 1915 i Råsunda, var en svensk arkitekt.

## Liv och verk

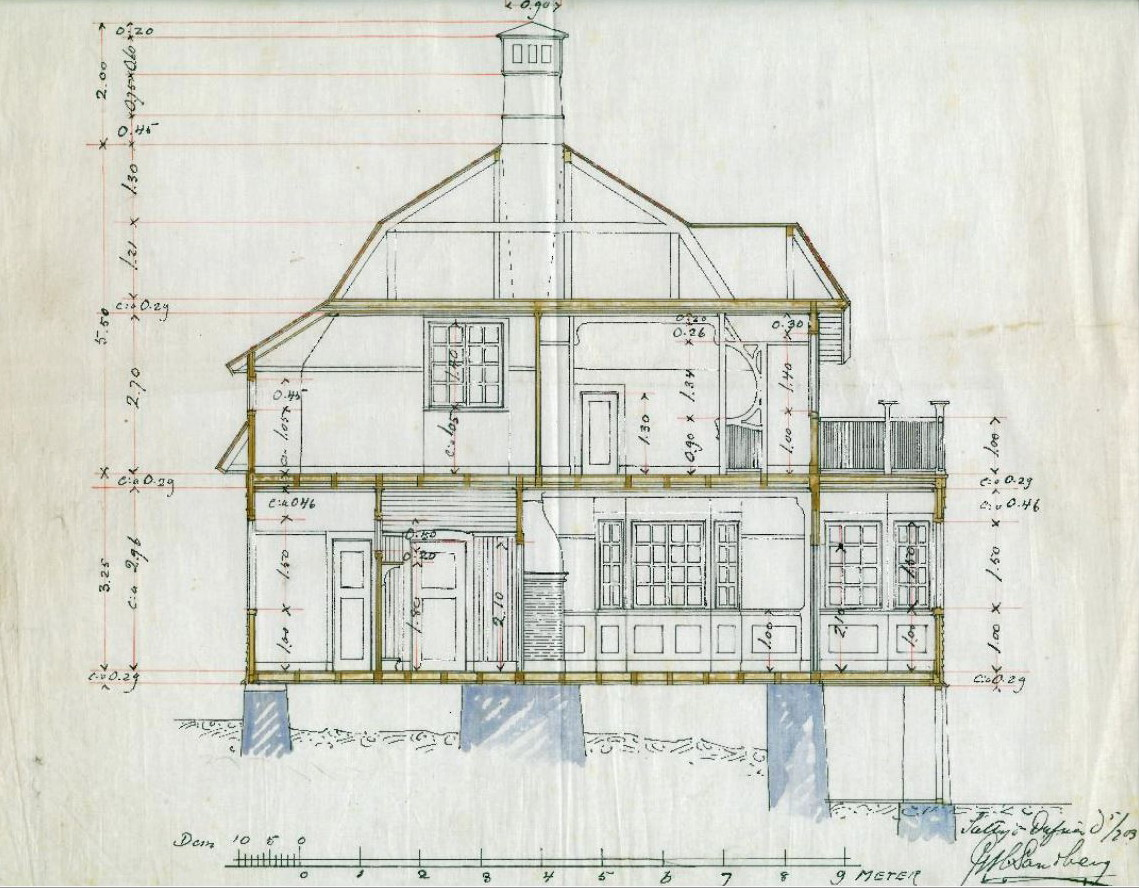
Villa Tomtebo, sektionsritning av Sandberg.

Sandberg anslöt sig till tidens nationalromantiska stilströmning med starka engelska influenser, men även med inslag av kontinental jugend. Ett exempel härför är Villa Tomtebo vid nuvarande Sjötorpsvägen 14 i Sickla som han ritade 1903 och gamla varmbadhuset i Uddevalla från 1907. 1909 ristade han utbyggnaden av Saltsjöbadens sanatorium
I sin skrift Om villor och egnahemsbyggnader (1908) lade han fram sina idéer kring boendet och illustrerade dem med sina egna arbeten. Denna mönsterbok fick stor betydelse. Flera av hans villor ingår också i andra mönsterböcker. En viktig influens var Isak Gustaf Clason.
Sandberg var inblandad i byggandet av stadsdelen Råsunda i Solna kommun och anses troligen ha utfört ett flertal fasadritningar till byggnader i Råsunda stenstad. Byggherrarna var dock inte nöjda med Sandbergs prestationer varför de drev Sandberg i konkurs med resultatet att Sandbergs hustru blev tvungen att begära boskillnad. Sandberg avled i Råsunda den 8 april 1915.

### Storängen
Sandberg bodde från 1904 till 1908 vid Värmdövägen 209 i villaområdet Storängen, nuvarande Nacka kommun. Villan hade han ritad till sig själv år 1904. Alla sina idéer om det idealiska bostadshuset har Sandberg tillämpat när han skapade detta hus, även om ytorna blev något små. Detta kan dock förklaras av att Sandberg var ungkarl vid den här tiden.
I Storängen ritade han åren 1904-07 ytterligare tolv villor, nämligen Prästgårdsvägen 3, Värmdövägen 203 och 211, Hörnvägen 6, Parkvägen 41 och 44, Ängsvägen 19, Lindvägen 1 och 10, Storängsvägen 13 och 19 samt Storängens Strandväg 8. Han var även arkitekt bakom stationshusen för Storängens station, Igelboda och Solsidan.

## Bilder, verk i urval

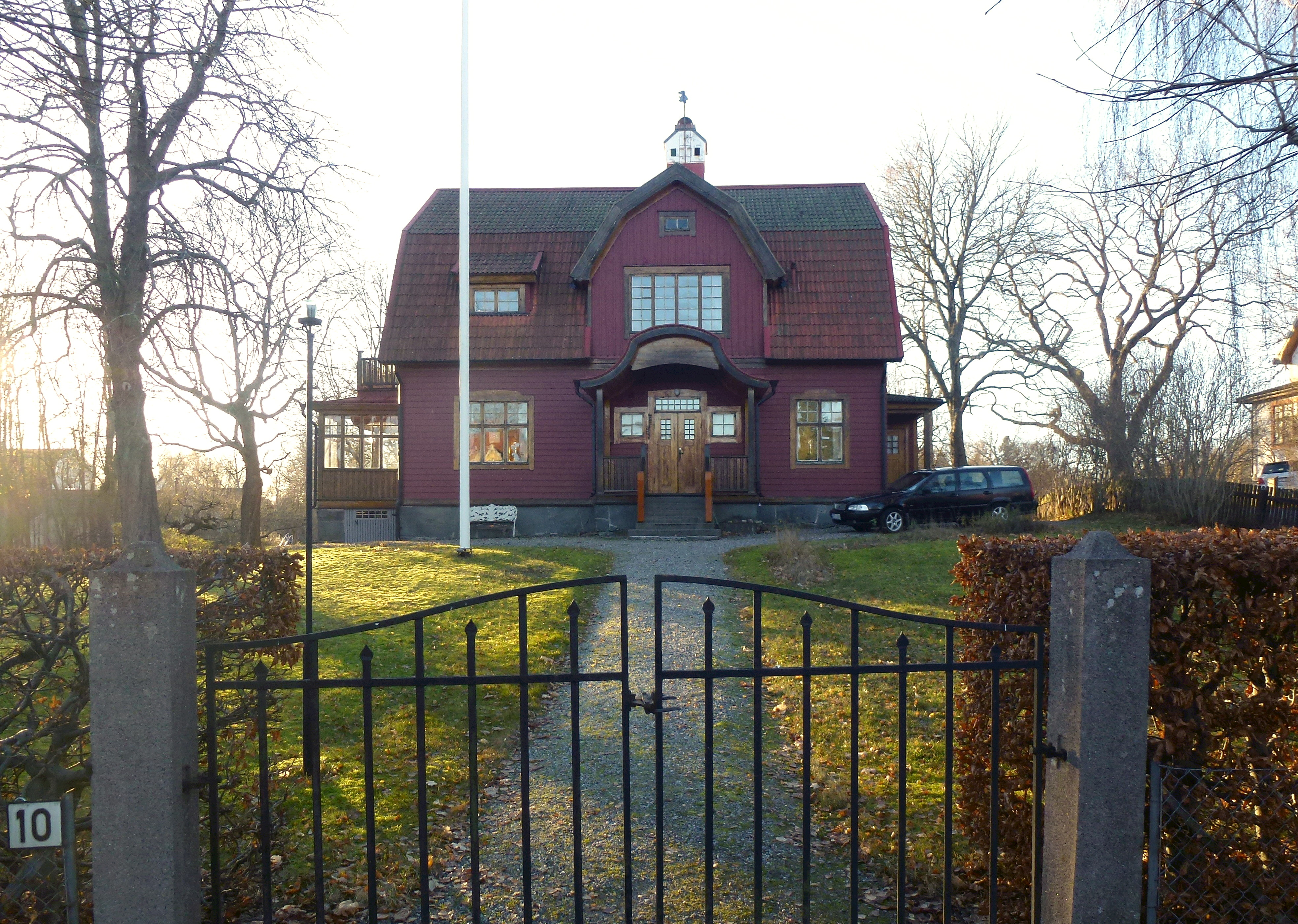
Villa Ericson, Storängen
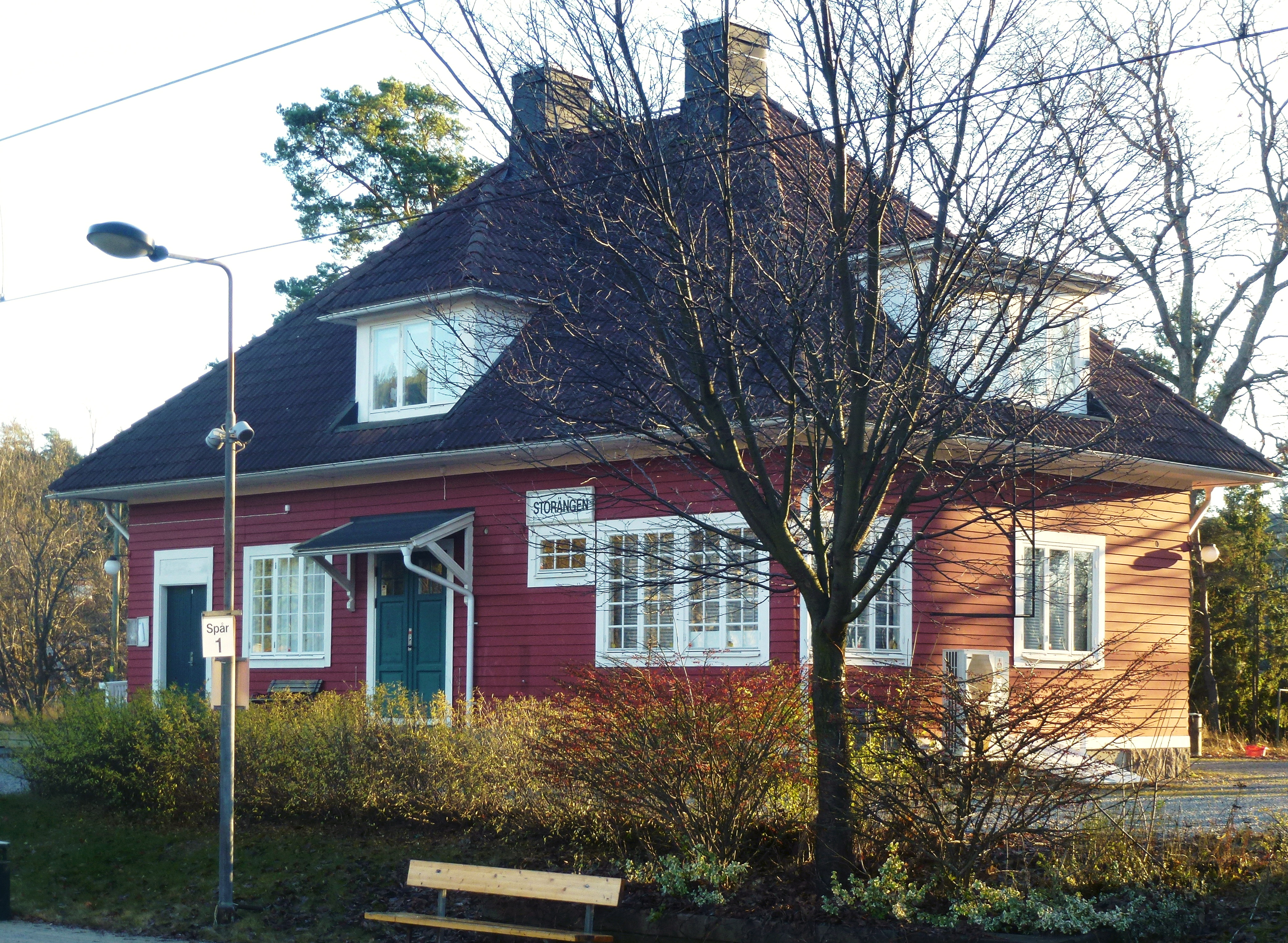
Storängens stationshus
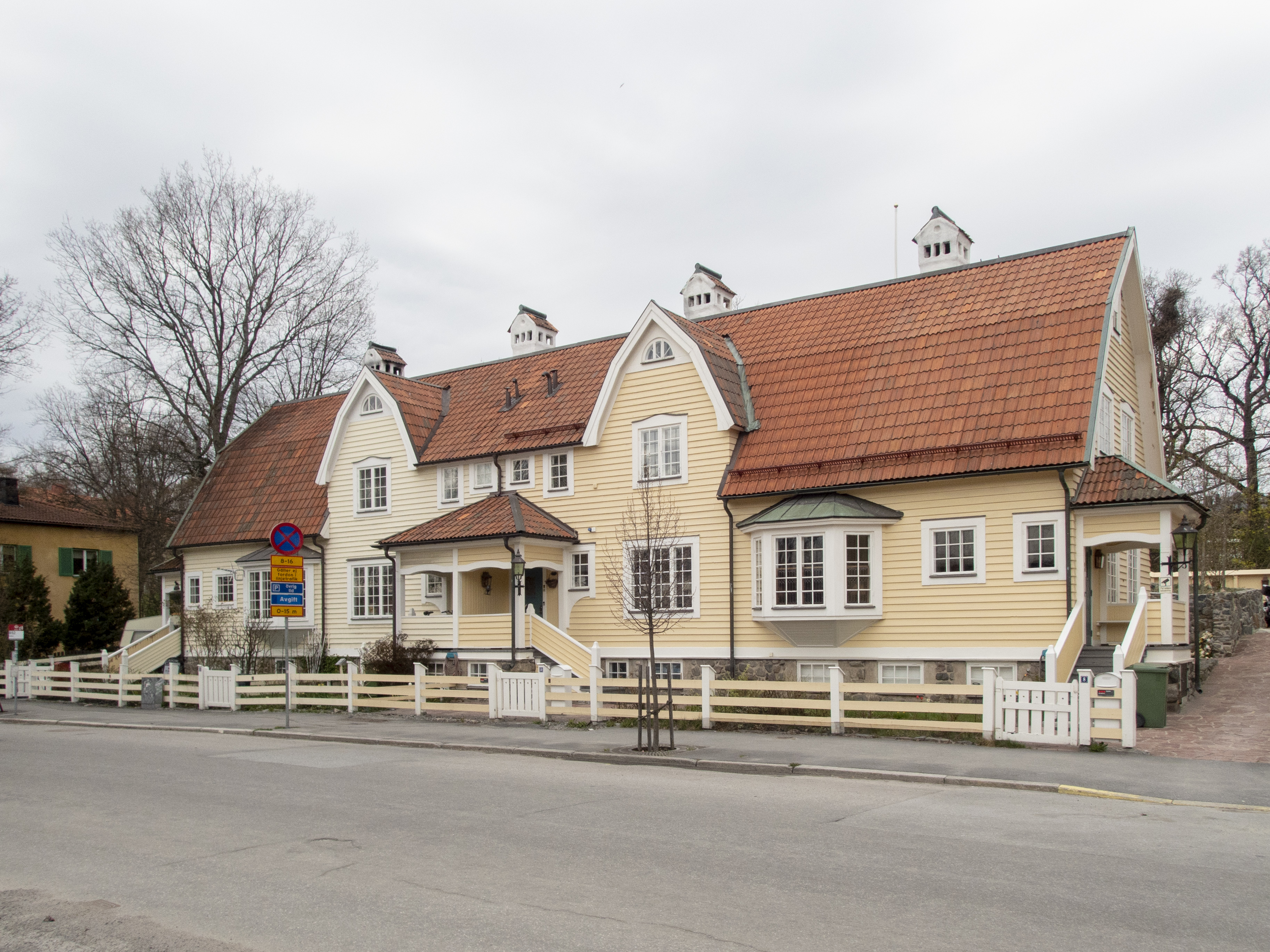
Kvarteret Fyrväpplingen
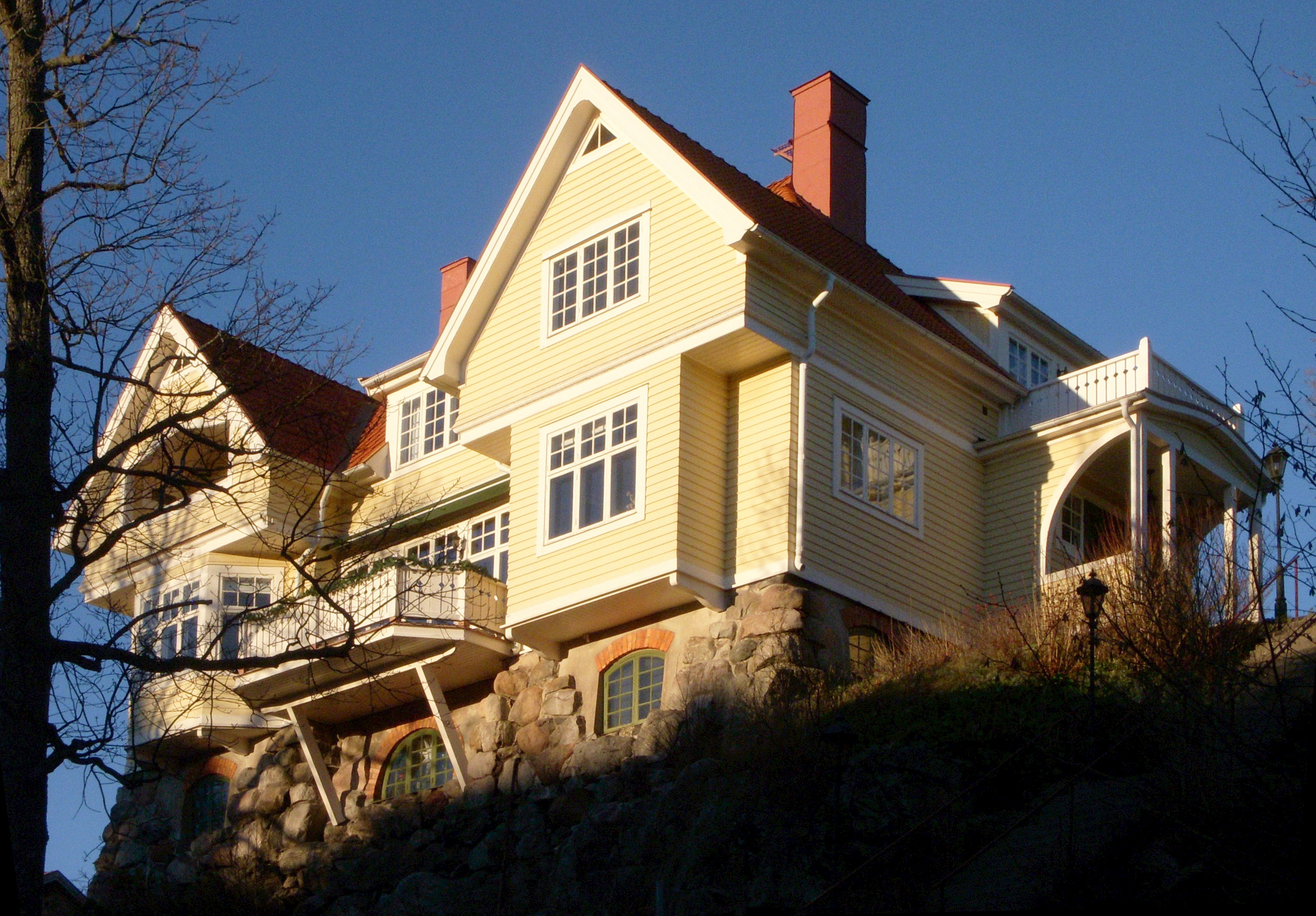
Villa Vikvägen 9, Saltsjöbaden